# قائمة أكبر حالات انقطاع التيار الكهربائي في القرن العشرين
هذه قائمة بأكبر حالات انقطاع التيار الكهربائي واسعة النطاق البارزة في دول العالم في القرن العشرين.

| معايير إضافة حدث جديد للقائمة |
| --- |
| - لإضافة حالة جديدة لانقطاع التيار الكهربائي ، يجب أن تتوافر كل المعايير التالية: - ألا يكون الانقطاع مُخطط له من مزود الخدمة. - يجب أن يؤثر الانقطاع على ما لا يقل عن 1000 شخص. - يجب أن يستمر الانقطاع لمدة ساعة على الأقل. - يجب أن يكون أدى إلى ما لا يقل عن مليون ساعة عمل من الاضطراب. على سبيل المثال: - يُدرج حالة تأثر 1000 شخص لمدة 1000 ساعة (42 يومًا) أو أكثر؛ ولن يُدرج تأثر أقل من 1000 شخص، بغض النظر عن المدة. - يُدرج تأثر مليون شخص لمدة ساعة على الأقل؛ إذا كانت المدة أقل من ساعة، فلن يُدرج، بغض النظر عن عدد الأشخاص. - يُدرج تأثر 10000 شخص لمدة 100 ساعة، أو 100000 لمدة 10 ساعات. |

## الأكبر
| المقال (إن وجد)                | المتأثرون (بالمليون) | الموقع                | التاريخ                 | مصدر  |
| ------------------------------ | -------------------- | --------------------- | ----------------------- | ----- |
| البرازيل 1999 ‏                 | 97                   | Brazil                | 11 مارس - 22 يونيو 1999 | [ 1 ] |
| شمال شرق أمريكا الشمالية 1965 ‏ | 30                   | Canada, United States | 9 نوفمبر 1965           | [ 2 ] |

## التسلسل الزمني

### الستينيات

#### 1962
- 23 يناير - السويد - انقطع التيار الكهربائي عن نحو 50 ألف شخص في مدينة سودرتاليا لمدة من أربعة إلى عشرين ساعة بعد وقوع انفجار في محطة فرعية تزود المدينة بالكهرباء. حيث انفجر قاطع دائرة 70 كيلو فولت أثناء عملية تبديل روتينية، وتسبب ضباب الزيت المنطلق من القاطع التالف في انفجار أكبر أدى إلى هدم الطابق العلوي بالكامل من مبنى المحطة الفرعية الذي يحتوي على معدات التبديل 70 كيلو فولت. تأخرت الإصلاحات الطارئة لأن جميع المحولات في المحطة الفرعية تعرضت لأضرار بالغة.[3]

#### 1965
- 9 نوفمبر - الولايات المتحدة وكندا - أثر انقطاع الكهرباء في الشمال الشرقي Northeast blackout of 1965في عام 1965 على أجزاء من سبعة ولايات شمال شرق الولايات المتحدة ومقاطعة أونتاريو في كندا. فقدت معظم محطات الراديو والتلفزيون داخل المنطقة الطاقة أو فقدت الاتصالات التلفزيونية، لذلك اعتمد الناس داخل منطقة الانقطاع على البث من مناطق أخرى لمعرفة المعلومات.

#### 1969
- 5 أغسطس - الولايات المتحدة - (تعرض جزء من ساحل جولد كوست بولاية فلوريدا بطول 80 كم لانقطاع عام للتيار الكهربائي بعد وقوع انفجار في منشأة كاتلر ريدج. وأثر الانقطاع على أكثر من مليوني شخص، وأدى إلى حدوث ازدحام مروري كبير. ظلت مناطق وسط مدينة ميامي وفورت لودرديل غير متصلة لمدة ساعتين تقريبًا، بينما ظلت مناطق أخرى مظلمة لفترات أطول بكثير.[4]

### السبعينيات

#### 1971
- 7 فبراير - الولايات المتحدة - في ذلك المساء، انقطعت الكهرباء عن أجزاء من حي مانهاتن في مدينة نيويورك لأكثر من أربع ساعات. كان يُعتقد في البداية أن انقطاع التيار الكهربائي كان بسبب انفجار في منشأة الطاقة Waterside التابعة لشركة Con Ed في شارع 40 والشارع الأول في مانهاتن، ولكن ظهر لاحقًا أن السبب كان نتيجة لخلل في محول في محطة فرعية في شارع 13.[5][6] توقفت محطات التلفزيون ومحطات الراديو FM في مدينة نيويورك التي تبث من مبنى إمباير ستيت عن البث. لم تتأثر محطات الراديو AM إلى حد كبير، حيث كانت معظم أجهزة الإرسال الخاصة بها تقع إما في شمال نيو جيرسي (على سبيل المثال WABC (AM)) أو في High Island (على سبيل المثال WCBS (AM)) في برونكس، والتي لم تتأثر بانقطاع التيار الكهربائي. ومع ذلك، تأثرت العديد من استوديوهات محطة AM في مانهاتن بسبب عدم وجود احتياطيات طاقة كافية. تأثرت عدة خطوط من مترو الأنفاق IND وIRT، مما أدى إلى تقطع السبل بالركاب. في محطة جراند سنترال، انقطعت الطاقة عن المبنى، لكن ظلت إمدادات الطاقة على المسارات لأنها كانت تعمل بالتيار المستمر. تأثرت صحيفة نيويورك ديلي نيوز أيضًا عندما تسبب انقطاع التيار الكهربائي في توقف عمليات منشأة الطباعة الخاصة بها.[7]

#### 1973
- 14 يناير - السويد - عانى حوالي 25 ألف شخص في مدينة هارنوساند والمناطق الريفية المجاورة من انقطاع التيار الكهربائي لمدة تصل إلى 40 ساعة بعد حريق وانفجار في محطة فرعية تحت الأرض في موربيرجيت. لم يُحدد السبب الجذري للحريق ولكن هناك على الأقل تفسيرين معقولين. تقول إحدى النظريات إن كابلًا تحت الأرض بقوة 6 كيلو فولت تعرض لقصر كهربائي واشتعلت فيه النيران خارج المحطة، ولم يُوقف العطل لأن مصدر التيار المستمر للمرحلات الواقية لم يكن يعمل لسبب ما، وانتشرت النيران إلى كابلات أخرى وداخل المحطة حيث تسبب السخام والدخان في حدوث قصر كهربائي في قضبان التوصيل وانفجارات القوس الكهربائي. وتقول النظرية الأخرى أيضًا أن المشكلة بدأت بسبب ماس كهربائي في كابل 6 كيلو فولت خارجي، ولكن مرحل الحماية تعطلت فتسببت في إعادة إغلاق القاطع ضد الماس الكهربائي عدة مرات حتى انفجر. في أعقاب ذلك، انخرط المجندون من فوج المدفعية الساحلية في هارنوساند في تنظيف الأجزاء القابلة للاستخدام من المحطة الفرعية، مما تسبب في انتقادات لأن المجندين تعرضوا لحطام مسرطن ومذيبات قوية وربما بقايا من ثنائي الفينيل متعدد الكلور أو الديوكسينات، دون معرفة أو تدريب أو حماية كافية.[8]

#### 1976
- 4 يوليو - الولايات المتحدة - انقطاع كبير للتيار الكهربائي أثر على معظم ولاية يوتا وأجزاء من ولاية وايومنغ لمدة تتراوح بين 1.5 إلى 6 ساعات.[9]

#### 1977
- 10 مايو - رومانيا - تسبب انقطاع التيار الكهربائي على مستوى البلاد لمدة 5 ساعات في خسائر بلغت مليار دولار أميركي، وهي خسائر أكبر من تلك الناجمة عن زلزال فرانتشيا في 4 مارس. وأظهرت التحقيقات اللاحقة أن الحادث وقع نتيجة خطأ بشري.
- 17 مايو - الولايات المتحدة - انقطعت الكهرباء عن أجزاء من جنوب فلوريدا بعد أن تسبب عطل في أحد المرحلات في توقف محطة توليد الطاقة النووية في تركي-بوينت في ميامي عن العمل.[10]
- 13 و14 يوليو - الولايات المتحدة - في مدينة نيويورك، تأثر 9 ملايين شخص بانقطاع التيار الكهربائي. وجاء ذلك نتيجة فشل في نقل الطاقة بسبب ضربة صاعقة على خطوط الكهرباء. تسببت ضربة صاعقة ثانية في فقدان خطين كهربائيين علويين آخرين، وآخر اتصال كهربائي بين مدينة نيويورك والشمال الغربي. أدى انقطاع التيار الكهربائي إلى وقوع حالات كثيرة من النهب على مدار 26 ساعة.[11]
- 20 سبتمبر - كندا - شمل انقطاع التيار الكهربائي مقاطعة كيبيك بأكملها تقريبًا، مما أثر على مليوني شخص، بعد عطل في محطة مونتانييس الفرعية على طول سلسلة من خطوط النقل 735 كيلو فولت المتصلة بمحطة توليد الكهرباء تشيرشل فولز في لابرادور. جرى استعادة الطاقة إلى المناطق الريفية المتفرقة في غضون ساعة ثم إرجاع الخدمة إلى أجزاء من مونتريال ومدينة كيبيك في غضون ساعتين؛ واستغرق الأمر عدة ساعات لاستعادة الطاقة بالكامل.[12]

#### 1978
- 19 ديسمبر- فرنسا - تسبب الحمل الزائد لخط الكهرباء في انقطاع لمدة 4 ساعات في فرنسا.[13]

### الثمانينيات

#### 1981
- 8 يناير - الولايات المتحدة - تسبب سجناء في مهمة عمل تتمثل في حرق القمامة والحطام في سجن ولاية يوتا في درابر، عن طريق الخطأ في انقطاع التيار الكهربائي بشكل كبير عندما انفجر شيء كانوا يحرقونه، مما تسبب في كرة نارية أدت إلى حدوث تماس كهربائي في خطوط النقل فوقهم.انقطعت الكهرباء عن 1.5 مليون شخص، في كل أنحاء ولاية يوتا تقريبًا، بالإضافة إلى أجزاء من جنوب شرق ولاية أيداهو وجنوب غرب ولاية وايومنغ.[14]

#### 1982
- 22 ديسمبر - الولايات المتحدة - انهار برج نقل الكهرباء بالقرب من تريسي، كاليفورنيا، على برج مجاور، مما أدى إلى سقوط خطين بقوة 500 كيلو فولت وخطين بقوة 230 كيلو فولت كانا يمران أسفل خط الـ 500 كيلو فولت. بلغت الخسارة الإجمالية 12,530 ميجاوات مما أثر على ما يقرب من خمسة ملايين شخص على الساحل الغربي.[15][16]

#### 1983
- 27 ديسمبر - السويد - أُغلق ثلثي شبكة البلاد عندما تعطل مكون واحد في محطة التحويل، مما تسبب في حدوث ماس كهربائي في المحول. وقد أثر ذلك على قرابة 4.5 مليون شخص في النصف الجنوبي الأكثر كثافة سكانية.[17][18]

#### 1985
- 17 مايو - الولايات المتحدة - انقطع التيار الكهربائي عن معظم أنحاء جنوب فلوريدا بعد أن تسبب حريق غابات في منطقة إيفرجليدز في إتلاف خطوط نقل الكهرباء. وانقطعت الكهرباء عن ميامي، وفورت لودرديل، وويست بالم بيتش، وفلوريدا كيز لمدة 3.5 ساعة تقريبًا. تأثر قرابة 4.5 مليون شخص.[19]

#### 1987
- 16 أكتوبر - المملكة المتحدة - تسببت عاصفة كبيرة في توقف وصلة عبر القنوات عالية الجهد بين المملكة المتحدة وفرنسا. توحدث ما يُسمى تأثير الدومينو ما ادى إلى انقطاع التيار الكهربائي على طول منطقة جنوب شرق إنجلترا.[20]

#### 1989
- 13 مارس - كندا - تسببت العاصفة الجيومغناطيسية[21] في انقطاع التيار الكهربائي عن شركة هيدرو كيبيك[22] مما أدى إلى انقطاع التيار الكهربائي عن سبعة ملايين شخص في كيبيك لأكثر من تسع ساعات.[23]
- 17 أكتوبر - الولايات المتحدة - أدى زلزال لوما بريتا إلى انقطاع التيار الكهربائي عن حوالي 1.4 مليون عميل في شمال كاليفورنيا، ويرجع ذلك أساسًا إلى تلف محطات الكهرباء الفرعية.[24]

### التسعينيات

#### 1991
- 7 يوليو - الولايات المتحدة وكندا - أثرت عاصفة رياح قوية على جزء كبير من وسط أمريكا الشمالية وتسببت في انقطاع التيار الكهربائي عن حوالي مليون عميل من أيوا إلى أونتاريو.[25]

#### 1992
- 24 أغسطس - الولايات المتحدة - عندما مر إعصار أندرو فوق جزر فلوريدا كيز الشمالية، أسقط 17 ميلاً (27 كم) من خطوط نقل الكهرباء، مما أدى إلى كسر الأعمدة الخشبية التي كانت معلقة عليها، وغرقت الأسلاك في المياه الضحلة، لمسافة تمتد من محطة الطاقة النووية في تركي-بوينت جنوبًا إلى جزر كيز العليا. لقد حال العمق الضحل دون استخدام رافعات البناء الكبيرة لإعادة بناء أبراج الطاقة، ولكن المياه كانت عميقة للغاية بالنسبة لمركبات البناء البرية. ونتيجة لذلك، ظلت منطقتي كيز العليا والوسطى بدون كهرباء إلى حد كبير لعدة أشهر، حيث لم يكن لدى شركة Middle Keys Electric Co-op القدرة على توليد سوى 10% من الطلب. أمكن استعادة خطوط الكهرباء المتجهة شمالاً إلى ميامي بسرعة أكبر، حيث جرى تمديد أسلاك على طول جانب الطريق السريع الأمريكي رقم 1 على أرض جافة. كانت شركة Key West Power تقوم بعملية إيقاف تشغيل محطة تعمل بالنفط في نهاية عمرها التشغيلي وتمكنت من استعادة 75% من القدرة التوليدية للمنطقة السفلى من غرب كيز في يوم واحد حيث لم تحدث أضرار ناجمة عن العواصف في تلك المنطقة الواقعة في الجنوب. كانت شركة Key West Power في طور التحول إلى الحصول على 100% من الكهرباء من منشأة تركي-بوينت.

#### 1995
- 4 أكتوبر - الولايات المتحدة وكندا - تسبب إعصار أوبل Hurricane Opal الذي قتل 59 شخصًا على الأقل، في انقطاع الكهرباء عن ما يزيد عن مليوني شخص في شرق وجنوب أمريكا الشمالية.[26]

#### 1996
- 2 و3 يوليو - الولايات المتحدة وكندا والمكسيك - فقد مليوني شخص الطاقة بسبب ارتفاع درجة حرارة خط النقل (كانت درجة الحرارة قرابة 38 C سيليزية / 100 F) في ايداهو وأثر ذلك على خط نقل الكهرباء 230 كيلو فولت بين مونتانا وأيداهو. استمر انقطاع الكهرباء عند بعض العملاء لدقائق، بينما ظل البعض الآخر بدون كهرباء لساعات.[27]
- 10 أغسطس - الولايات المتحدة والمكسيك - عانت منطقة إنترتي الغربية من حرارة الصيف العالية ما أدى إلى انقطاع التيار الكهربائي في غرب أمريكا الشمالية، مما تسبب في انقطاع التيار الكهربائي المتتالي الذي أثر على تسع ولايات غربية في الولايات المتحدة وأجزاء من المكسيك. تأثر نحو أربعة ملايين شخص.[28] استمر انقطاع التيار الكهربائي في بعض المواقع لمدة أربعة أيام.
- 19 نوفمبر - الولايات المتحدة - أدت عاصفة ثلجية شديدة ضربت المنطقة حول سبوكان ، واشنطن وكور دي أليني ، أيداهو إلى انقطاع التيار الكهربائي لمدة وصلت إلى أسبوعين.[29]

#### 1998
- يناير - الولايات المتحدة وكندا - أدتعاصفة ثلجية ضربت أمريكا الشمالية إلى انقطاع طويل للكهرباء خاصةً في كيبك، حيث تدمرت العديد من أبراج نقل الكهرباء. تأثر قرابة 3.5 مليون عميل بهذا الانقطاع.[30]
- 3 يناير - الفلبين - أدى كسر خط نقل الكهرباء في Meralco في لاغونا إلى اضطرابات في الكهرباء أثرت على كل جزيرة لوزون لمدة 7 ساعات.
- 19 فبراير - 27 مارس - نيوزيلندا - أدت حادثة Auckland power crisis إلى انقطاع الكهرباء عن منطقة Central Business District في أوكلاند حتى أنها ظلت بدون كهرباء لعدة أسابيع، حيث أدى تعطل أحد خطوط نقل الكهرباء إلى سلسلة من الأعطال في ثلاثة خطوط أخرى.[31]
- 31 مايو - الولايات المتحدة وكندا - أدت عاصفة رياح شديدة إلى انقطاع الكهرباء عن قرابي مليوني عميل في وسط أمريكا الشمالية.[32]
- 7 سبتمبر - الولايات المتحدة - أدت سلسلة من عواصف الرياح واسعة النطاق وطويلة الأمد الخطية المستقيمة المرتبطة بمجموعة سريعة الحركة من العواصف الرعدية الشديدة (the Labor Day Derechos) إلى انقطاع الكهرباء عن مئات الآلاف من العملاء لعدة أيام.
- 8 ديسمبر - الولايات المتحدة - تأثر في منطقة سان فرانسيسكو ما يزيد عن 350 الف عميل (مبنى) أو قرابة 940 ألف شخص بانقطاع الكهرباء عندما قامت شركة Pacific Gas and Electric Company بتشغيل محطة سان ماتيو في الساعة 8:17 ص PST، بينما كانت المحطو ما زالت مؤرضة بعد أعمال صيانة. أدى ذلك لسحب كمية كبيرة من الطاقة من خطوط نقل الكهرباء في شبه جزيرة سان فرانسيسكو ما ادى إلى خروج 25 محطة أخرى فورًا آليًا من الخدمة. استمر الانقطاع حتى الساعة 4:00م PST. قُدِّرت التكلفة المالية بعشرات الملايين من الدولارات.[33]

#### 1999
- 11 مارس - 22 يونيو - البرازيل - كان انقطاع التيار الكهربائي في جنوب البرازيل عام 1999 انقطاعًا واسع النطاق (كان الأكبر على الإطلاق في ذلك الوقت) وقد شمل ساو باولو وريو دي جانيرو وميناس جيرايس وغوياس وماتو جروسو وماتو جروسو دو سول وريو غراندي دو سول، مما أثر على ما يقدر بنحو 75 إلى 97 مليون شخص واستمر لمدة 103 يومًا.[34][35] بدأ ذلك عندما حدثت ضربة برق في الساعة 22:16 في محطة كهرباء فرعية في باورو، بولاية ساو باولو، مما تسبب في تعطل معظم دوائر 440 كيلو فولت في المحطة الفرعية، تلا ذلك سلسلة من ردود الفعل. ومع وجود طرق قليلة لتدفق الطاقة من محطات التوليد عبر خط الـ 440 كيلو فولت (نظام مهم جدًا لساو باولو، يحمل الكهرباء المولدة من نهر بارانا) توقف تشغيل الكثير من المولدات تلقائيًا لأنها لم يكن لديها أي حمل. كانت محطة إيتايبو (أكبر محطة للطاقة في العالم في ذلك الوقت) تحاول دعم الحمل الذي لم يعد يُوفره خط الـ 440 كيلوفولت، ولكن خطوط الـ 750 كيلوفولت للتيار المتردد وكذلك خطوط الـ 600 كيلوفولت للتيار المستمر التي تربط المحطة ببقية النظام لم تتمكن من تحمل ذلك الحمل وتعطلت أيضًا.[36] وفي ريو، نشرت الشرطة العسكرية 1200 رجل في الشوارع لتجنب أعمال النهب على غِرار ما حدث في نيويورك عام 1977.[37] وفي ساو باولو، أعلنت سلطات المرور إغلاق أنفاق المدينة لمنع السرقات. كان هناك أكثر من 60 ألف شخص في مترو ريو عندما انطفأت الأنوار. في منتصف الليل، بدأت الطاقة تعود إلى بعض المناطق، وأمكن استعادتها بالكامل في 22 يونيو.[38]
- 5 يوليو - الولايات المتحدة وكندا - قطعت عاصفة Boundary Waters-Canadian derecho الكهرباء عن أكثر من 600 ألف منزل في كيبيك، وحدثت انقطاعات إضافية في نيو إنجلاند ومنطقة البحيرات العظمى العليا.[39]
- 29 يوليو - تايوان - انهار برج نقل الكهرباء رقم 326 بسبب انهيار أرضي، مما أدى إلى انقطاع الكهرباء عن قرابة 8.46 مليون مستهلك.[40]
- 26-28 ديسمبر - فرنسا - أدى إعصارا لوثار ومارتن لانقطاع الكهرباء عن 3.4 مليون عميل، وأجبرا شركة كهرباء فرنسا على شراء جميع مولدات الطاقة المحمولة المتاحة في أوروبا، وجلب بعضها من كندا.[41] أدت هذه العواصف إلى سقوط ربع خطوط نقل الكهرباء ذات الجهد العالي في فرنسا، وسقوط 300 برج لنقل الكهرباء ذات الجهد العالي. وقد وُصفت بأنها واحدة من أعظم اضطرابات الطاقة التي شهدتها دولة متقدمة حديثة على الإطلاق.[42]